# Uffholtz
Uffholtz (en alsacià Üffholz) és un municipi francès, situat a la regió del Gran Est, al departament de l'Alt Rin. L'any 2005 tenia 1.493 habitants.

## Demografia
| 1962  | 1968  | 1975  | 1982  | 1990  | 1999  |
| ----- | ----- | ----- | ----- | ----- | ----- |
| 1.152 | 1.169 | 1.231 | 1.327 | 1.303 | 1.272 |

## Administració
| Període | Identitat            | Partit |
| ------- | -------------------- | ------ |
| 2001-   | Cécile Weinstoerffer |        |